# Albizia calcarea
Albizia calcarea là một loài thực vật có hoa trong họ Đậu. Loài này được Y.H.Huang miêu tả khoa học đầu tiên.